# Primer Congrés Catalanista
El Primer Congrés Catalanista fou una assemblea celebrada a Barcelona entre el 9 d'octubre i el 14 de novembre de 1880 per tal de fixar l'ideari catalanista. La iniciativa sorgí arran de l'article de Valentí Almirall Lo Primer Congrés Catalanista, publicat el 8 d'agost del mateix any, on proposava la celebració d'un Congrés Catalanista que fos el punt de partida per la constitució un Centre catalanista, aglutinador de les diverses tendències polítiques i poder participar en l'activitat política amb veu pròpia.
Hi participaren 1.282 congressistes de diferents tendències, des dels castelaristes del diari La Publicidad, els aglutinats al voltant de La Gaceta de Cataluña, els catalanistes literaris de Lo Gay Saber, els catalanistes catòlics de La Veu del Montserrat i els catalanistes romàntics de La Renaixença, que finalment abandonaren la sessió, disconformes amb la participació en política. La comissió organitzadora va estar formada per Valentí Almirall i Llozer, Rossend Arús i Arderiu, Pere Guixé, Enric Batlló, Francesc Riba i Carles Pirozzini. I va debutar com a escriptor Santiago Rusiñol.
En fou elegit president Valentí Almirall, director del Diari Català, davant Albert de Quintana i Combis, candidat de La Renaixença, que per aquest motiu es retiraren del congrés. Els principals acords adoptats foren el de nomenar una comissió per a vetllar el manteniment del dret català, el de constituir una Acadèmia de la Llengua Catalana i el de fundar el Centre Català, per tal que coordinés el moviment catalanista. El 1883 es va convocar, però, el Segon Congrés Catalanista per tal de votar un programa catalanista de suport ample.